# Église Saint-Jacques-le-Majeur de Salviac
Pour les articles homonymes, voir Église Saint-Jacques-le-Majeur.
L'église Saint-Jacques-le-Majeur de Salviac est une église catholique située à Salviac, dans le département du Lot, en France.    

## Historique
Salviac a été le siège d'un archiprêtré, probablement détaché de celui de Gourdon.
Avant l'église actuelle, il a existé une église dédiée à saint Bruno au XIIe siècle. L'église actuelle, placée sous le vocable de saint Jacques le Majeur a probablement été construite dans le deuxième quart du XIIIe siècle, d'un seul jet. 
On peut s'étonner qu'une église aussi importante ait été construite dans une communauté assez modeste. L'explication probable peut venir du changement de dédicace. En choisissant de la placer sous la titulature de saint Jacques le Majeur, la communauté a voulu en faire une étape sur le chemin de pèlerinage de Saint-Jacques-de-Compostelle, sur une branche secondaire partant de Figeac et passant par Rocamadour, Agen et La Romieu. On constate que Salviac possède un hôpital en 1387 alors que celui-ci n'apparaît pas dans un document de 1337. 
La commande de la nouvelle église pourrait être le fait de l'archiprêtre ou du seigneur de Salviac, Guillaume de Gourdon qui a fait allégeance au roi Louis IX en 1243, puis, en 1246, son gendre, Aymeric de Malemort, sénéchal du roi en Quercy. La seigneurie a ensuite été vendue, en 1310, à la famille Balène, puis achetée, en 1337, par Philippe de Jean, seigneur des Junies, neveu de Gaucelme de Jean, cardinal-évêque d'Albano, fondateur du couvent Notre-Dame des Junies. Les de Jean ne sont pas les constructeurs de l'église mais ils ont dû faire de simples remaniements. Peu avant 1387, Salviac passe aux mains des Cazeton, puis, en 1438, aux Durfort, jusqu'à la Révolution.
Certains éléments donnent des indications sur sa période de construction :
- la chapelle sud-ouest dédiée à saint Eutrope dont une fenêtre a conservé un larmier orné de demi-palmettes dont le style n'est pas postérieur à 1250,
- l'enfeu de la chapelle nord est d'un style semblable au portail ouest et a pu être construit avant l'achèvement de l'église.

Le choix de construire l'église dans un style gothique français est peut-être la conséquence de l'allégeance de Guillaume de Gourdon au roi de France.
La chapelle sud-est possède un décor sculpté, en particulier la représentation de sainte Catherine sur la clef de voûte, qui ne permet pas de dater sa construction avant le troisième quart du XIVe siècle.
L'église ne semble pas avoir subi de dégâts pendant la guerre de Cent Ans. L'église a été modifiée au XVIe siècle.
L'église a été le but d'un pèlerinage à saint Eutrope au XIVe siècle et XVe siècle.
L'église a servi de temple de la Raison pendant la Révolution.
La sacristie a été construite au XIXe siècle contre le mur nord de l'église.
Des travaux de restauration ont été réalisés après le classement de l'église, en 1913. La charpente en bois de la nef a été remplacée par une structure en béton armé en 1961-1962. Une campagne de restauration commencée en 1990 s'est achevée en 2007.
L'édifice est classé au titre des monuments historiques en 1913.
Plusieurs objets sont référencés dans la base Palissy.

## Description

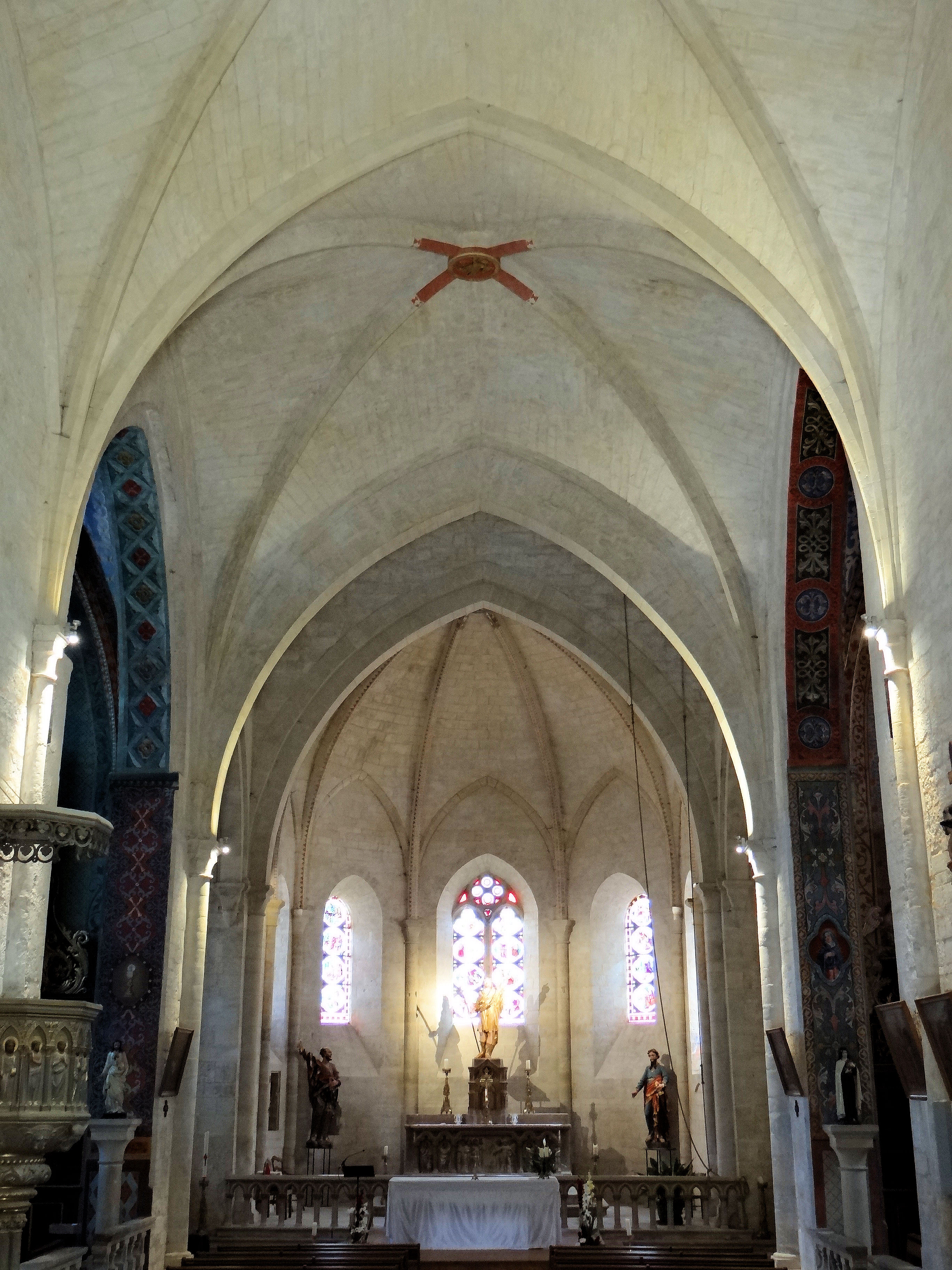
La nef de l'église.

L'église est à nef unique de trois travées avec un faux transept. Elle est entièrement voûté d'ogives. Elle présente la particularité d'avoir une abside polygonale couverte d'une coupole nervée.
L'église avait à l'origine trois portails : le portail ouest, encore existant, et deux autres donnant sur la deuxième travée, l'un au nord et l'autre au sud qui ont été condamnés à la suite de la construction de la sacristie et d'une chapelle.
Très tôt des chapelles ont été ajoutées à l'église, dont deux à côté du faux transept :
- au nord, qui se distingue par ses contreforts enveloppant les angles et un enfeu,
- au sud, deux chapelles, au sud-est et au sud-ouest.

## Décor
L'église possède deux autels secondaires baroques dans les chapelles latérales. Celui de la chapelle nord peut dater du début du XVIIIe siècle et être l'œuvre de l'atelier des Tournié. Le retable ainsi qu'un groupe sculpté et deux verrières ont été classés au titre d'objet en 1975.

## Vitraux

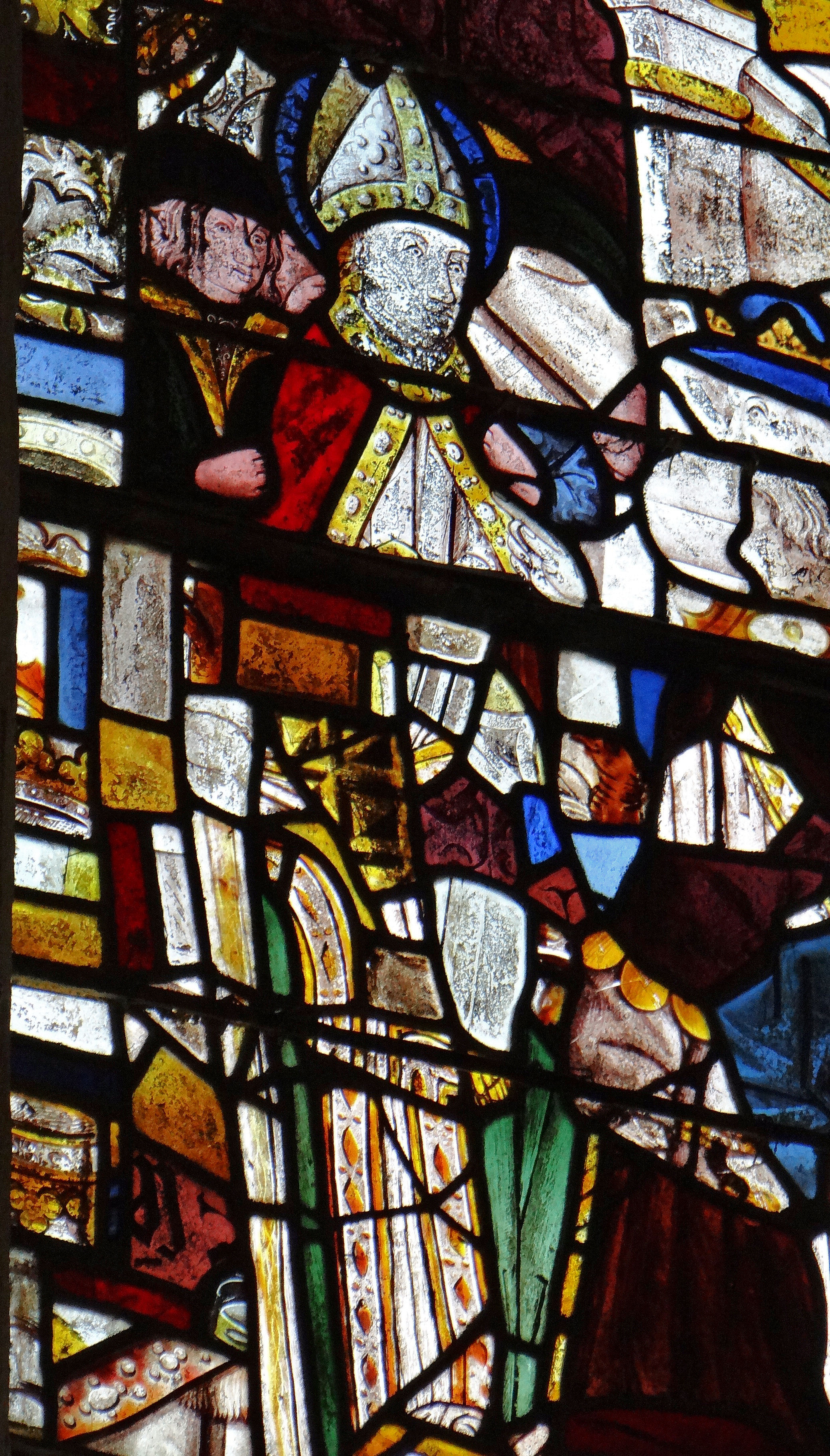
Vestiges de vitraux de la fin du XVe siècle.

L'église possède des vitraux du début du XVIe siècle, commandés par les Durfort. Par leurs couleurs chaudes, l'expression des visages et les motifs d'architecture, ils appartiennent au début de la Renaissance. Ils rappellent les vitraux exécutés par Arnaud de Moles, entre 1507 et 1511, pour la cathédrale d'Auch, et ceux d'un dénommé Redon pour l'église Saint-Maur de Martel, en 1511-1512.
Dans un rapport sur les vitraux peints de quelques églises du Lot rédigé par le baron Chaudruc de Crazannes en 1838 pour le ministre de l'instruction publique, il indique qu'une des verrières représente l'exécution en 1317 de l'évêque de Cahors Hugues de Géraldy car il affirme qu'elle a été réalisée pour la famille de Jean. Cette hypothèse est combattue en 1840 par Didron, par ailleurs son style ne permet pas de l'attribuer au XIVe siècle, mais du début du XVIe siècle.
Ils ont été vandalisés à la Révolution quand l'église a été transformée en temple de la Raison. Ils ont été démontés en 1870 et maladroitement recomposés dans cinq baies. Des vitraux ont été réalisés sur le thème du martyre de saint Eutrope, évêque de Saintes. La chapelle latérale lui est consacrée et il faisait l'objet d'un pèlerinage à Salviac aux XIVe siècle et XVe siècle,. Ces verrières ont été classés au titre d'objet en 1908.